# Microsoft Media Player

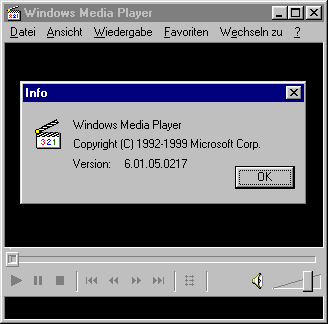
Interface do WMP 6.1 no Windows 95

Microsoft Media Player (até 1995, Controlador de Mídia), foi um programa de computador do gênero tocador de mídia na qual pode ver, ouvir e exibir áudios e vídeos, e foi usado no Microsoft Windows.

## Como funcionava
O aplicativo consistia em exibir áudios e vídeos usando as extensões .AVI, .MOV, .WAV, .ASF, .MIDI, entre outros. Utilizava o controle ActiveX para a visualização dos vídeos e também o ActiveMovie. No total, controlava dispositivos de hardware. Contava com escala, na qual mostravam o tempo do vídeo e do áudio, quadros e faixas. Também havia audio compact disc player e videodisc player conectado ao computador.
Alcançou grande sucesso no período que esteve no Windows, entre 1990 e 1999, competindo com outros tocadores, como RealPlayer.

## Media Player Hoje
Hoje, no Windows, o Media Player é chamado Windows Media Player.